# Niilasashvärri
Niilasashvärri är en kulle i Finland. Den ligger i Utsjoki kommun och landskapet Lappland, i den norra delen av landet, 1 000 km norr om huvudstaden Helsingfors. Toppen på Niilasashvärri är 422 meter över havet, eller 72 meter över den omgivande terrängen. Bredden vid basen är 4,1 km. Niilasashvärri ingår i Paistunturit.
Terrängen runt Niilasashvärri är platt åt sydost, men åt nordväst är den kuperad.  Trakten runt Niilasashvärri är nära nog obefolkad, med mindre än två invånare per kvadratkilometer. Närmaste större samhälle är Karigasniemi, 12,2 km väster om Niilasashvärri. Omgivningarna runt Niilasashvärri är i huvudsak ett öppet busklandskap.